# Il garage
Il garage è un film del 1920, diretto e interpretato da Roscoe Arbuckle e con Buster Keaton.

## Trama
Roscoe e Buster gestiscono una combinazione di garage e stazione di vigili del fuoco. Per il primo essi distruggono una macchina lasciata lì per essere pulita e per la seconda vanno a spegnere un incendio che non c'è a causa di un falso allarme dato da un uomo, che ha nel frattempo dato fuoco al garage per sbaglio e con dentro la figlia del proprietario. Roscoe e Buster la salvano mentre tutti gli altri l'avevano lasciata tra le fiamme perché ora di mangiare.